# Nagarakretagama

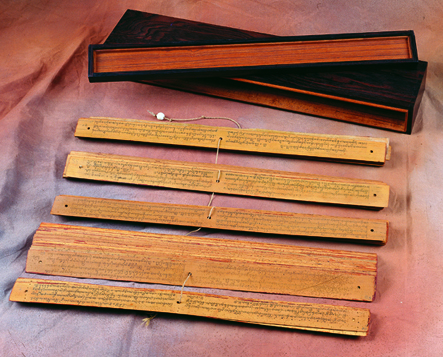
Nagarakretagama palmbladmanuscript.

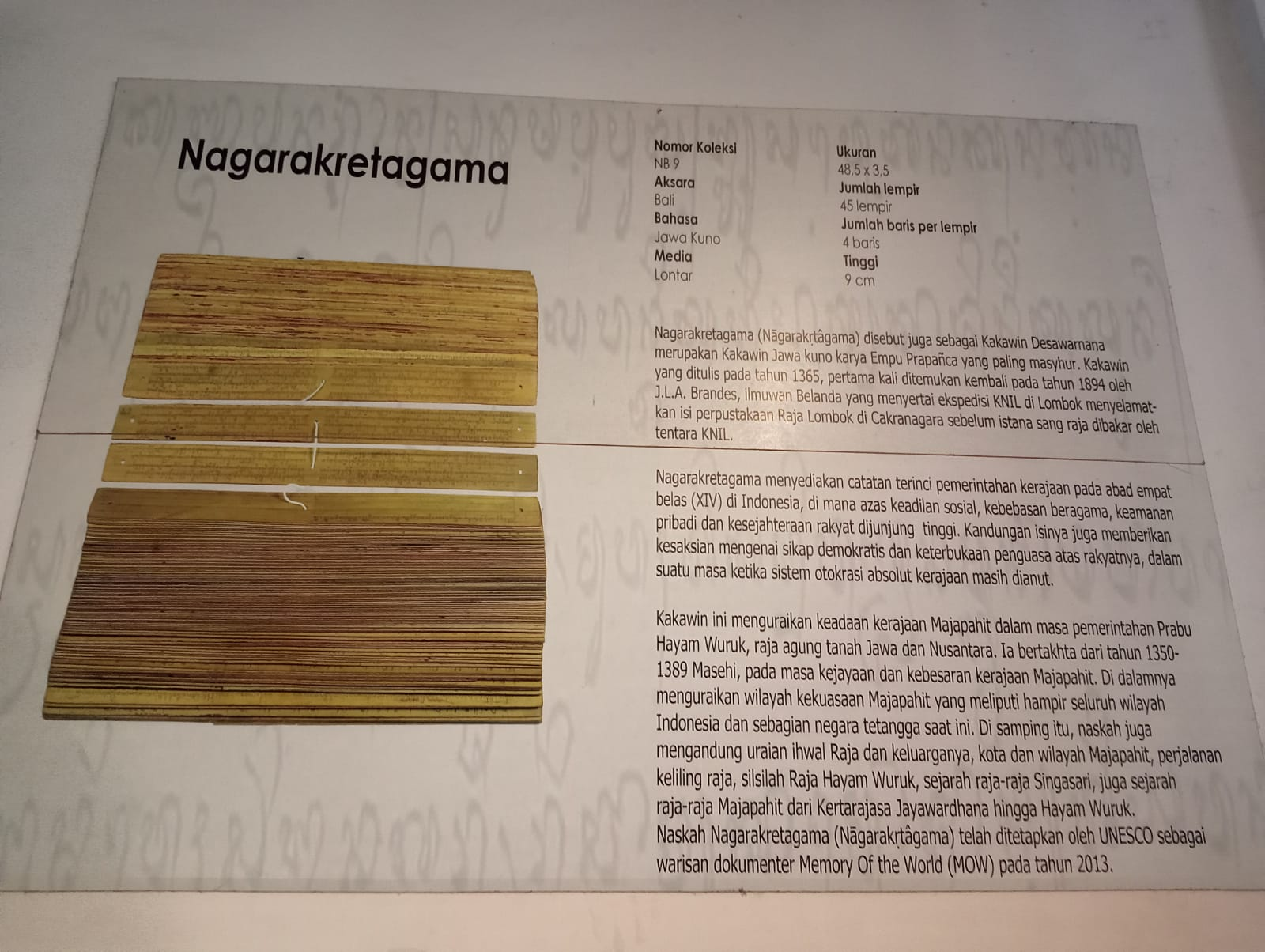
Nagarakretagama, knoniek van Perpustakaan Nasional Republik Indonesia in Jl. Medan Merdeka Selatan, Jakarta

De Kakawin Nagarakretagama is een Javaans kakawin (gedicht in Indiase metra). Dit gedicht staat ook bekend onder de naam Kakawin Desawarnana.
Het werk stamt van 30 september 1365 en werd in 1894 herontdekt door J.L.A. Brandes in het paleis te Tjakranagara op Lombok. Het is een lofdicht op koning Rajasanagara van Majapahit. Brandes redde de hele bibliotheek van het paleis toen KNIL-soldaten tijdens de Lombok-oorlog op het punt stonden het gebouw in brand te steken.
Tot 1970 bevond het zich onder nummer L Or 5.023 in de collectie van de Universiteitsbibliotheek Leiden. Ter gelegenheid van het staatsbezoek van president Soeharto werd het op 3 september 1970 door koningin Juliana teruggegeven aan het land van herkomst en berust nu in de Nationale Bibliotheek van Indonesië onder code NB 9.